# 16624 Hoshizawa
16624 Hoshizawa (1993 HX) là một tiểu hành tinh vành đai chính được phát hiện ngày 16 tháng 4 năm 1993 bởi K. Endate và K. Watanabe ở Kitami.